# Макемо
Макемо (фр. Makemo, атолл Кутузова) — атолл в центральной части архипелага Туамоту (Французская Полинезия).

## География
У острова третья по площади лагуна в архипелаге (ширина варьируется от 5 до 8 км при длине в 65 км).

## История
Атолл открыт капитаном английского брига «Маргарет» Джоном Байерсом (англ. John Buyers) 10 марта 1803 года.
15 (27) июля 1820 атолл был вторично открыт участниками Первой русской антарктической экспедиции и назван островом Князя Голенищева-Кутузова-Смоленского.

## Административное деление
Острова Макемо, Хараики, северное Марутео, Катиу, Туанаке, Хити, южное Тепото, Рароия, Такуме, Таэнга и Нихиру образуют коммуну Макемо, которая входит в состав административного подразделения Туамоту-Гамбье.
| Остров или риф   | Площадь суши, км² | Площадь лагуны, км² | Население, чел. (2007) | Административный центр |
| ---------------- | ----------------- | ------------------- | ---------------------- | ---------------------- |
| Макемо           | 56                | 854                 | 738                    | Поухеуа                |
| Хараики          | 4                 | 10                  | —                      | —                      |
| северное Марутео | 2,7               | 400                 | —                      | —                      |
| Катиу            | 27                | 235                 | 285                    | Хитианау               |
| Туанаке          | 6                 | 26                  | —                      | —                      |
| Хити             | 3                 | 15                  | —                      | —                      |
| Тепото Южный     | 0,6               | 2,5                 | —                      | —                      |
| Рароиа           | 19,5              | 385                 | 303                    | Гарумаова              |
| Такуме           | 5                 | 42,4                | —                      | Охомо                  |
| Таэнга           | 20                | 169                 | 96                     | Хенупарэа              |
| Нихиру           | 6,7               | 79                  | —                      | Тамаке                 |
| Коммуна Макемо   | 150,5             | 2217,9              | 1422                   | Поухеуа                |

## Население
Численность населения в 2007 году составила 738 человек. Главное поселение — деревня Поухеуа.

## Экономика
Основное занятие жителей — вылов жемчуга и его искусственное выращивание. На острове действует аэродром.